# U-535
El submarí alemany U-535 va ser un submarí tipus IXC/40 de la Kriegsmarine de l'Alemanya nazi durant la Segona Guerra Mundial.

## Disseny
Els submarins alemanys Tipus IXC/40 eren lleugerament més grans que els Tipus IXC originals. L'U-535 tenia un desplaçament de 1.144 tones (1.126 tones llargues) quan era a la superfície i de 1.257 tones (1.237 tones llargues) mentre estava submergit. El submarí tenia una longitud total de 76,76 m (251 peus i 10 polzades), una longitud del casc a pressió de 58,75 m (192 peus i 9 polzades), una  mànega de 6,86 m (22 peus i 6 polzades), una alçada de 9,60 m (31 peus i 6 polzades) i un calat de 4,67 m (15 peus i 4 polzades). El submarí estava propulsat per dos motors dièsel MAN M 9 V 40/46 sobrealimentats de quatre temps i nou cilindres que produïen un total de 4.400 cavalls de potència (3.240 kW; 4.340 shp) per al seu ús en superfície, i dos motors elèctrics de doble acció Siemens-Schuckert 2 GU 345/34 que produïen un total de 1.000 cavalls de potència a l'eix (1.010 PS; 750 kW) per utilitzar-lo submergit. Tenia dos eixos i dues hèlixs d'1,92 m (6 peus). El vaixell era capaç d'operar a profunditats de fins a 230 metres (750 peus).
El submarí tenia una velocitat màxima en superfície de 18,3 nusos (33,9 km/h) i una velocitat màxima en submergir de 7,3 nusos (13,5 km/h). Quan estava submergit, el vaixell podia navegar durant 63 milles nàutiques (117 km) a 4 nusos (7,4 km/h); quan sortia a la superfície, podia recórrer 13.850 milles nàutiques (25.650 km) a 10 nusos (19 km/h).
L'U-535 estava equipat amb sis tubs de torpedes de 53,3 cm (21 polzades) (quatre instal·lats a la proa i dos a la popa), 22 torpedes, un canó naval SK C/32 de 10,5 cm (4,13 polzades), 180 projectils i un SK C/30 de 3,7 cm (1,5 polzades), així com un canó antiaeri C/30 de 2 cm (0,79 polzades). El vaixell tenia una tripulació de quaranta-vuit membres.

## Historial de servei
El submarí va ser abocat el 6 de març de 1942 a la drassana Deutsche Werft d'Hamburg, avarat el 8 d'octubre de 1942 i asisgmat el 23 de desembre de 1942 sota el comandament del Kapitänleutnant Helmut Ellmenreich. Després d'entrenar-se amb la 4a Flotilla d'U-Boot al Mar Bàltic, l'U-535 va ser transferit a la 10a Flotilla per al servei en primera línia. L'U-535 va completar una patrulla, però no va enfonsar cap vaixell.
L'U-535 va salpar de Kiel el 25 de maig de 1943 en la seva primera i única patrulla de guerra a l'Atlàntic Nord.
El 8 de juny, cap a les 14:00, el submarí va ser atacat amb càrregues de profunditat per un bombarder lleuger Hudson del 269è Esquadró de la RAF, a prop del comboi SC 132. Un atac posterior d'un altre Hudson del mateix esquadró va ser avortat quan les càrregues de profunditat no van poder disparar-se en dos atacs. L'avió va ser danyat pel foc antiaeri del submarí, i el pilot va advertir a un bombarder patruller Catalina de l'esquadró VP-84 de l'Armada dels Estats Units que arribava que el vaixell es quedaria enlairat i lluitaria, de manera que l'hidroavió va seguir el submarí U-535 fins que va escapar al capvespre.
A les 16:55 del 5 de juliol de 1943, un grup de tres submarins (U-170, U-535 i U-536) que s'acostaven van ser atacats per un avió de reconeixement marítim britànic Liberator del 53è Esquadró de la RAF, al nord-est del cap de Finisterre, Espanya. Els submarins van evadir el primer atac i l'U-536 va ser metrallat en el segon. L'U-536 va donar el senyal d'immersió d'emergència, però per raons desconegudes, l'U-535 va romandre a la superfície. Tot i impactar l'avió amb els seus canons antiaeris, el submarí va ser colpejat per vuit càrregues de profunditat i es va enfonsar amb tota la tripulació a la posició 43° 38′ N, 09° 13′ O / 43.633°N,9.217°O. Danyat i amb un tripulant ferit, l'avió va abandonar immediatament la zona i va tornar a la base.